# Chiesa di San Gaudenzio (Paspardo)
La chiesa di San Gaudenzio è la parrocchiale di Paspardo, in provincia e diocesi di Brescia; fa parte della zona pastorale della Media Val Camonica.

## Storia
La prima citazione d'una cappella a Paspardo si deve ricercare nel Catalogo queriniano, redatto nel 1532; una seconda menzione risale invece al 1575.
Nel 1580 l'arcivescovo di Milano Carlo Borromeo, compiendo la sua visita pastorale, annotò che la chiesa, in cui aveva sede la scuola della Concezione della Beatissima Vergine Maria, era inserita nella vicaria di Cemmo, che i fedeli erano 500, che a servizio della cura d'anime v'era il solo parroco.
Il vescovo Marino Zorzi ordinò nel 1603 di ampliare l'edificio, anche se la parrocchia non disponeva minimamente dei fondi per realizzare i lavori; tuttavia, alla fine di quel secolo la chiesa venne interessata da un intervento di rifacimento.
Dalla relazione della visita pastorale del vescovo Marco Dolfin s'apprende che il parroco era coadiuvato da un cappellano e che la chiesa di San Gaudenzio era dotata di tre altari.
La struttura, restaurata nell'Ottocento, venne poi ampliata nel 1950 e negli anni ottanta si provvide a ad adeguarla alle norme postconciliari mediante la realizzazione del nuovo altare rivolto verso l'assemblea; il 14 aprile 1989, come stabilito dal Direttorio diocesano per le zone pastorali, la parrocchia entrò a far parte della neo-costituita zona pastorale della Media Valle Camonica.

## Descrizione

### Esterno
La facciata a capanna della chiesa, rivolta a sudest e scandita da quattro lesene tuscaniche sorreggenti il frontone triangolare in cui si legge la scritta "DOM", presenta al centro il portale d'ingresso, sormontato da una mensola, e sopra una grande finestra a tutto sesto.
Annesso alla parrocchiale è il campanile a base quadrata, la cui cella presenta su ogni lato una monofora ed è coperta dal tetto a quattro falde.

### Interno
L'interno dell'edificio si compone di un'unica navata, sulla quale si affacciano le cappelle laterali, ospitanti gli altari minori, e le cui pareti sono scandite da paraste sorreggenti il cornicione sopra il quale s'imposta la volta a botte; al termine dell'aula si sviluppa il presbiterio, rialzato di alcuni gradini.
Qui sono conservate diverse opere di pregio, tra cui le pitture eseguite da Oscar di Prata nel 1953, l'organo, costruito nel 1908 da Giovanni Bianchetti e modificato nel 1952, e la tela raffigurante la Madonna con Bambino assieme ai Santi Gaudenzio, Rocco e Lorenzo, risalente al XVIII secolo.